# Dāvis Bertāns
Dāvis Bertāns (Valmiera, 12 novembre 1992) è un cestista lettone.

## Biografia
È il fratello di Dairis Bertāns, anch'egli cestista. È senza metà dell'anulare della mano destra che gli venne amputato a seguito di un incidente mentre tagliava la legna quando aveva 13 anni. Nel 2017 si è sposato con Anna Sonka.
Parla fluentemente la lingua serba.

## Caratteristiche tecniche
Alto 208 cm, di ruolo ala piccola, che può giocare anche da ala grande all'occorrenza. Dotato di un ottimo tiro da 3 ed è molto bravo anche nei movimenti senza palla. È tuttavia un difensore abbastanza modesto.

## Carriera

### Europa (2006-2016)

#### Union Olimpija (2010-2012)
Dopo aver giocato per quattro anni in patria, nel 2010 passa allo Union Olimpija in Slovenia.
Dopo essere stato dichiarato eleggibile per il Draft NBA 2011, è stato scelto con il numero 12 al secondo giro (42ª scelta assoluta) dagli Indiana Pacers, e successivamente ceduto ai San Antonio Spurs nell'operazione che ha portato anche Kawhi Leonard a vestire la maglia degli Spurs, mandando George Hill a vestire la maglia dei Pacers.
Nel 2011-12 rimane nella rosa dell'Olimpija Lubiana, salvo poi essere ceduto a metà stagione.

#### Partizan Belgrado (2012-2014)
Dal 2012 al 2014 milita in Serbia al Partizan, con cui vince tre campionati e una Lega Adriatica.
Nelle Finals 2013 della Lega Serba lui subì un grave infortunio al ginocchio destro che lo costrinse a 9 mesi di stop. Nell'ottobre dello stesso anno venne reso noto che sarebbe rientrato nel marzo 2014, cosa che poi avvenne precisamente il 20 marzo contro il Maccabi Tel Aviv.

#### Saski Baskonia (2014-2016)
Dal 2014 al 2016 militò in Spagna nelle file del Saski Baskonia, con cui firmò un triennale il 19 luglio 2014. Il 26 marzo 2015 in una partita contro l'EA7 Milano subì un nuovo infortunio al ginocchio destro che lo costringe a stare ai box tra i 6 e gli 8 mesi.
Nella gara successiva a quella del suo secondo infortunio contro il Valencia tutti i suoi compagni di squadra indossarono la maglia numero 42 in suo onore.
Il 14 luglio 2016 Bertāns e la società spagnola decisero di separarsi con un buyout per consentirgli di andare in NBA.

### NBA (2016-2024)

#### San Antonio Spurs (2016-2019)
Dopo ben 5 anni in prestito in Europa tra Slovenia, Serbia e Spagna e due brutti infortuni, Bertāns finalmente si accasò ai San Antonio Spurs, che tra l'altro avevano esigenza di prendere un giocatore in più che aprisse il campo visto il calo nelle percentuali da 3 di Danny Green. Firmò il suo contratto con gli Spurs il 15 luglio 2016.
Dopo una buona Summer League e una buona pre-season esordì in NBA nella prima gara della stagione (vinta 129-100) contro i Golden State Warriors mettendo a referto 5 punti in pochi minuti.
Il 26 novembre, subentrando dalla panchina, mise a segno 15 punti (la panchina in totale ne ha fatti 56) nella partita giocata in trasferta contro i Boston Celtics, contribuendo alla vittoria della squadra per 109-103 e alla rimonta della squadra si ritrovava sotto nel punteggio di 14 punti a poco dalla fine del primo quarto.
Durante la stagione venne assegnato due volte agli Austin Spurs, squadra affiliata ai San Antonio Spurs, in D-League. L'8 gennaio 2017 segnò 21 punti nella partita interna vinta 102-85 contro gli Charlotte Hornets (in cui totalizzò anche 1 rimbalzo e 2 assist). Le sue prestazioni nel mese di gennaio lo fecero salire nelle gerarchie di Gregg Popovich visto che all'inizio era dietro a Kawhi Leonard e Kyle Anderson, diventando la prima opzione per sostituire Kawhi (seppur alle volte il lettone sia stato utilizzato anche da ala grande). Segnò 17 punti il 28 gennaio nella sconfitta in trasferta per 119-103 contro i New Orleans Pelicans. Nella gara successiva giocata in casa contro i Dallas Mavericks (e persa 105-101), Bertāns, che partì per l'occasione come centro titolare, diventò il quarto rookie nella storia dei San Antonio Spurs a realizzare 35 tiri da 3 punti e 15 stoppate in una stagione dopo Lloyd Daniels, Manu Ginóbili e Kawhi Leonard. Il 3 febbraio segnò 12 punti nella partita vinta in casa per 102-86 contro i Philadelphia 76ers. Il 6 aprile segnò 14 punti in 22 minuti nella gara persa casa per 102-95 contro i Los Angeles Lakers. Due giorni dopo nella gara vinta all'American Airlines Center di Dallas contro i locali Mavericks partì nel quintetto base nel ruolo di ala grande e mise segno 19 punti in 38 minuti (oltre che 4 rimbalzi, 1 assist e 2 palle rubate). L'11 marzo 2017, nella vittoria per 107-85 contro i Golden State Warriors arrivò a quota 51 triple segnate in stagione, diventando il sesto giocatore degli Spurs a riuscirci. In stagione Bertāns venne usato più da ala grande che altro: fu usato da Gregg Popovich per il 7% da ala piccola, 91% da ala grande e il 2% delle volte da centro, fungendo così da 4 tattico degli speroni.
Nei playoffs il lettone giocò 13 delle 16 partite degli Spurs (tutte in uscita dalla panchina), che dopo aver eliminato per 4-2 Memphis Grizzlies e Houston Rockets, vennero eliminati per 4-0 dai Golden State Warriors, anche se pesò molto l'assenza della stella degli speroni Kawhi Leonard nella serie contro gli Warriors che si infortunò in gara-1. In gara-2 Bertāns segnò 13 punti in 16 minuti nella gara-2 contro Golden State persa dai texani per 136-100 alla Oracle Arena.
Nella stagione successiva trovò ancora più spazio nelle rotazioni di coach Popovich, continuando a ben figurare da 3 punti. Il 9 gennaio 2018 segnò 28 punti contro i Sacramento Kings con 6 triple. Invece 5 giorni più tardi segnò 18 punti (frutto di 6 triple) nella netta vittoria per 112-80 sui Denver Nuggets.
Nei playoffs gioca tutte e 5 le partite della squadra rieliminata dagli Warriors, questa volta al primo turno.
A fine stagione rimase free agent; dopo che alcuni rumor lo accostarono all'Olimpia Milano (dove si sarebbe ricongiunto col fratello) e agli Utah Jazz, il 9 luglio 2018 rinnovò per altri 4 anni con gli Spurs. La scelta si rivelò azzeccata per San Antonio che beneficiò delle ottime prestazioni di Bertāns che arrivò ad avere oltre che ancora più minutaggio delle percentuali ancora migliori da 3 punti, tanto che a dicembre ebbe di media il 62% dall'arco. Il 29 gennaio 2019 segnò 21 punti nella vittoria per 132-119 contro gli Washington Wizards.

#### Washington Wizards (2019-2022)
Il 6 luglio 2019 venne ceduto via trade agli Washington Wizards.

#### Dallas Mavericks (2022-2023)
Il 10 febbraio 2022 passa ai Dallas Mavericks.

#### Oklahoma City Thunder (2023-2024)
Il 22 giugno 2023 viene trasferito agli Oklahoma City Thunder, ad Okc trova poco spazio.

### Nazionale
Ha disputato gli Europei 2011 e 2017 con la Lettonia. In quest'ultimo ha tenuto di media 14 punti a partita, e in 2 occasioni è andato oltre i 20 punti: la prima contro la Gran Bretagna (22), la seconda nel quarto di finale contro la Slovenia, futura vincitrice del torneo, in cui ha segnato 23 punti, rivelatosi tuttavia superflui per la sua squadra che ha perso contro gli sloveni per 103-97, venendo così estromessa dal torneo.

## Statistiche

### NBA

#### Regular Season
| Anno      | Squadra           | PG  | PT | MP   | TC%  | 3P%  | TL%  | RP  | AP  | PRP | SP  | PP   |
| --------- | ----------------- | --- | -- | ---- | ---- | ---- | ---- | --- | --- | --- | --- | ---- |
| 2016-2017 | San Antonio Spurs | 67  | 6  | 12,1 | 44,0 | 39,9 | 82,4 | 1,5 | 0,7 | 0,3 | 0,4 | 4,5  |
| 2017-2018 | San Antonio Spurs | 77  | 10 | 14,1 | 44,0 | 37,3 | 81,6 | 2,0 | 1,0 | 0,3 | 0,4 | 5,9  |
| 2018-2019 | San Antonio Spurs | 76  | 12 | 21,5 | 45,0 | 42,9 | 88,3 | 3,5 | 1,3 | 0,5 | 0,4 | 8,0  |
| 2019-2020 | Wash. Wizards     | 54  | 4  | 29,3 | 43,4 | 42,4 | 85,2 | 4,5 | 1,7 | 0,7 | 0,6 | 15,4 |
| 2020-2021 | Wash. Wizards     | 57  | 7  | 25,7 | 40,4 | 39,5 | 87,0 | 2,9 | 0,9 | 0,6 | 0,2 | 11,5 |
| 2021-2022 | Wash. Wizards     | 34  | 0  | 14,7 | 35,1 | 31,9 | 93,3 | 1,8 | 0,5 | 0,3 | 0,2 | 5,7  |
| 2021-2022 | Dallas Mavericks  | 22  | 0  | 13,9 | 37,5 | 36,0 | 80,0 | 2,5 | 0,7 | 0,3 | 0,3 | 5,3  |
| 2022-2023 | Dallas Mavericks  | 45  | 1  | 10,9 | 43,1 | 39,0 | 86,7 | 1,2 | 0,5 | 0,2 | 0,2 | 4,6  |
| 2023-2024 | Oklahoma Thunder  | 15  | 0  | 6,1  | 38,5 | 41,7 | 93,3 | 0,7 | 0,6 | 0,2 | 0,2 | 2,9  |
| 2023-2024 | Charlotte Hornets | 28  | 1  | 20,8 | 39,4 | 37,5 | 88,9 | 1,8 | 0,9 | 0,8 | 0,3 | 8,8  |
| Carriera  | Carriera          | 475 | 41 | 18,0 | 42,2 | 39,6 | 86,3 | 2,4 | 0,9 | 0,4 | 0,4 | 7,7  |

#### Play-off
| Anno     | Squadra           | PG | PT | MP   | TC%  | 3P%  | TL%  | RP  | AP  | PRP | SP  | PP  |
| -------- | ----------------- | -- | -- | ---- | ---- | ---- | ---- | --- | --- | --- | --- | --- |
| 2017     | San Antonio Spurs | 13 | 0  | 8,6  | 44,4 | 40,0 | 66,7 | 1,5 | 0,2 | 0,2 | 0,3 | 2,8 |
| 2018     | San Antonio Spurs | 5  | 0  | 16,4 | 16,7 | 18,8 | 72,7 | 2,2 | 1,2 | 0,4 | 0,0 | 3,4 |
| 2019     | San Antonio Spurs | 5  | 0  | 15,8 | 33,3 | 27,3 | 60,0 | 1,6 | 1,0 | 0,0 | 0,2 | 3,2 |
| 2021     | Wash. Wizards     | 4  | 2  | 26,5 | 40,7 | 34,8 | 100  | 2,8 | 0,3 | 0,3 | 0,5 | 9,3 |
| 2022     | Dallas Mavericks  | 18 | 0  | 10,7 | 40,0 | 37,3 | 83,3 | 1,4 | 0,3 | 0,4 | 0,1 | 4,1 |
| Carriera | Carriera          | 45 | 2  | 12,7 | 37,3 | 33,9 | 78,0 | 1,7 | 0,5 | 0,3 | 0,2 | 4,0 |

#### Massimi in carriera
- Massimo di punti: 35 vs Denver Nuggets (17 febbraio 2021)[44]
- Massimo di rimbalzi: 10 (2 volte)
- Massimo di assist: 6 vs Portland Trail Blazers (8 aprile 2022)
- Massimo di palle rubate: 4 vs Phoenix Suns (29 gennaio 2019)
- Massimo di stoppate: 4 vs Oklahoma City Thunder (3 dicembre 2017)
- Massimo di minuti giocati: 40 vs Orlando Magic (3 dicembre 2019)

### Eurolega
| Anno      | Squadra          | PG | PT | MP   | TC%  | 3P%  | TL%  | RP  | AP  | PRP | SP  | PP   |
| --------- | ---------------- | -- | -- | ---- | ---- | ---- | ---- | --- | --- | --- | --- | ---- |
| 2011-2012 | Olimpija Lubiana | 10 | 1  | 15,6 | 28,2 | 21,7 | 100  | 2,2 | 0,5 | 0,1 | 0,1 | 3,0  |
| 2012-2013 | Partizan         | 10 | 0  | 20,0 | 38,5 | 47,1 | 62,5 | 2,3 | 0,7 | 1,1 | 0,2 | 6,6  |
| 2013-2014 | Partizan         | 4  | 2  | 21,9 | 43,5 | 43,5 | -    | 3,8 | 1,2 | 0,8 | 0,5 | 12,5 |
| 2014-2015 | Saski Baskonia   | 22 | 18 | 21,8 | 38,1 | 35,5 | 85,3 | 2,9 | 0,9 | 0,2 | 0,5 | 11,0 |
| 2015-2016 | Saski Baskonia   | 15 | 8  | 20,7 | 51,4 | 47,4 | 90,5 | 1,9 | 0,9 | 0,4 | 0,4 | 7,9  |
| Carriera  | Carriera         | 61 | 30 | 20,2 | 40,1 | 38,8 | 82,4 | 2,5 | 0,8 | 0,4 | 0,4 | 8,3  |

## Palmarès

### Squadra
- Campionato serbo: 3

Partizan Belgrado: 2011-12, 2012-13, 2013-14
- Coppa di Slovenia: 1

Union Olimpija: 2011
- Coppa di Serbia: 1

Partizan Belgrado: 2012
- Lega Adriatica: 1

Partizan Belgrado: 2012-13